# (121725) Aphidas
(121725) Aphidas – planetoida z rodziny centaurów.

## Odkrycie i nazwa
Odkrył ją Carl Hergenrother 13 grudnia 1999 roku w Obserwatorium Whipple’a. Nazwa planetoidy pochodzi od Afidasa – postaci z mitologii greckiej, syna władcy Arkadii Arkasa i Leanejry. Przed nadaniem nazwy planetoida nosiła oznaczenie tymczasowe 1999 XX143.

## Orbita
(121725) Aphidas obiega Słońce w średniej odległości 17,94 j.a. w czasie 76 lat i 10 dni.